# Gynacantha furcata
Gynacantha furcata – gatunek ważki z rodziny żagnicowatych (Aeshnidae).